# Husova cesta
Husova cesta je dálková pěší poutní stezka o celkové délce 800 km, která symbolicky následuje mistra Jana Husa na jeho poslední životní pouti z Čech do Kostnice, kde byl v roce 1415 upálen. Iniciátorem jejího vzniku byla Regionální rozvojová agentura Plzeňského kraje, s využitím projektu „Husova cesta – Plzeňský kraj a Horní Falc“, financovaného z Programu přeshraniční spolupráce Česká republika – Svobodný stát Bavorsko.
V roce 2019 získala Husova cesta, jakožto člen asociace Routes of Reformation, titul „European Cultural Route“ udělovaný Evropskou radou. Zařadila se tak po bok tradičních evropských dálkových poutních tras, jako je Svatojakubská cesta do Santiago de Compostela, Via Francigena do Říma či severská Stezka sv. Olava do Trondheimu.

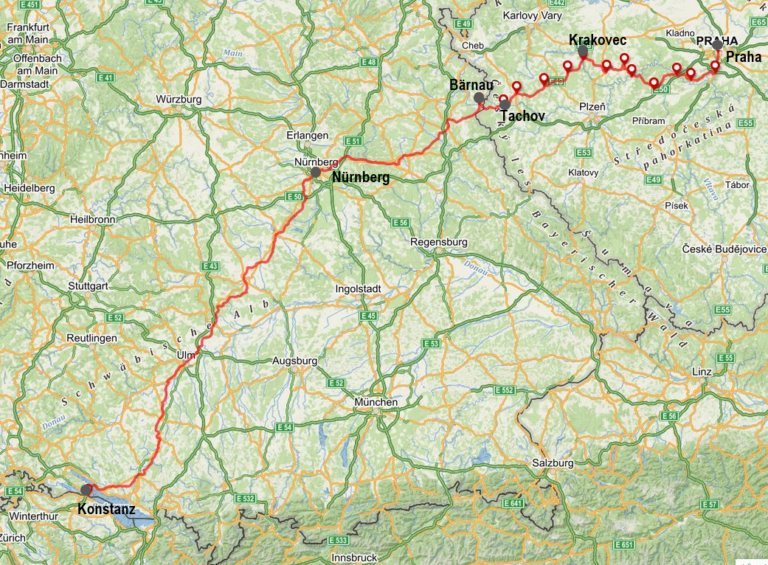
Mapa trasy

## Popis trasy

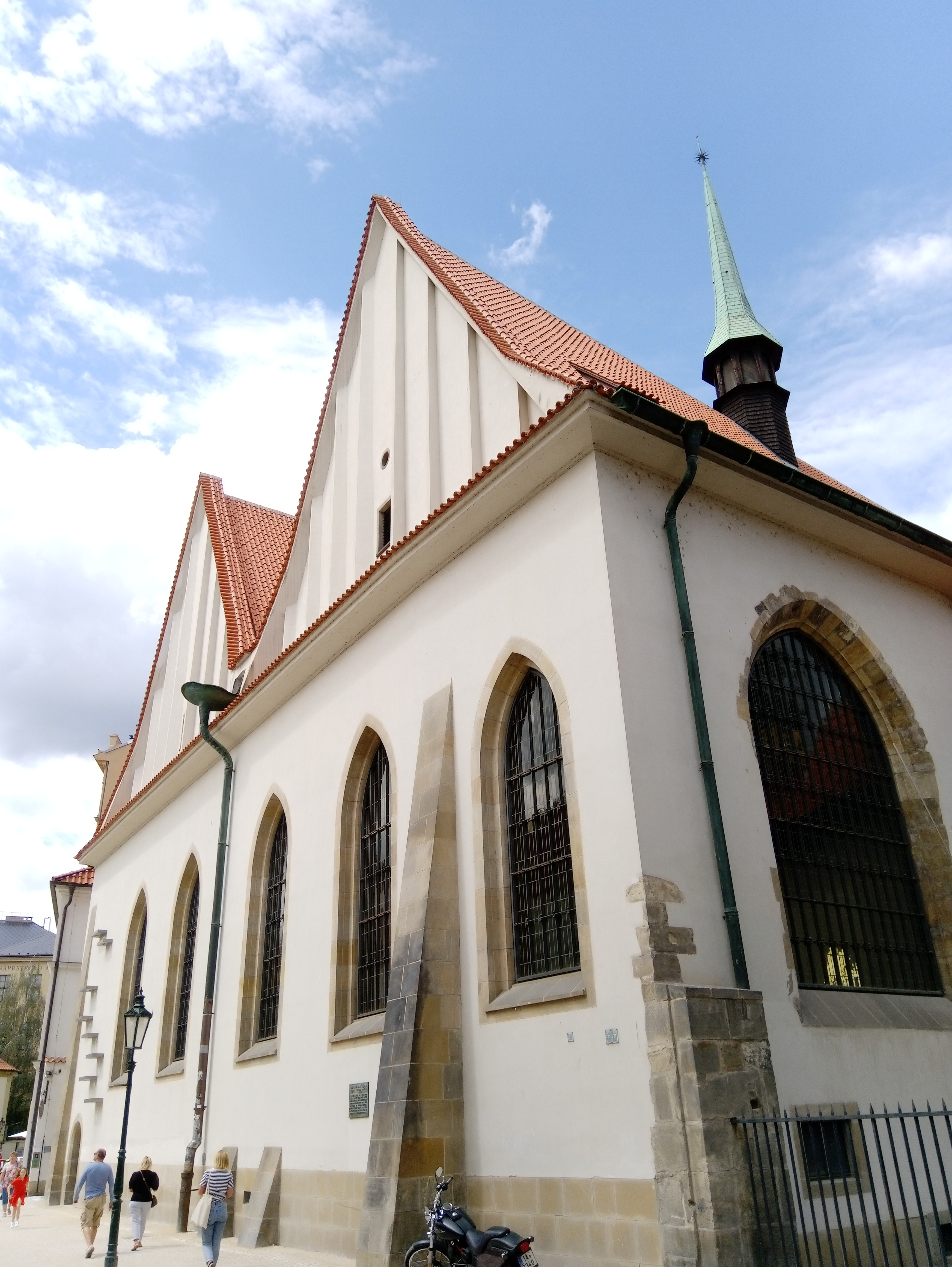
Betlémská kaple v Praze je výchozím místem Husovy cesty

Husova cesta začíná v Praze, místě hlavního Husova působení, a pokračuje přes hrad Krakovec, kde mistr pravděpodobně strávil poslední dny v Čechách. Dále prochází venkovskou krajinou západních Čech až na česko-německou hranici. Od prvního německého města Bärnau pak stezka pokračuje přes Norimberk a Ulm až do samotné Kostnice ležící na břehu Bodamského jezera na německo-švýcarském pomezí.
Celou 800 km dlouhou trasu z Prahy do německé Kostnice je možné rozdělit do 3 částí, z nichž jedna prochází Českou republikou a další dvě Německem.

### Husova cesta v Čechách (250 km)
Výchozím místem celé stezky je pražská Betlémská kaple, v níž mistr Jan Hus kázal. První část celé trasy vede z Prahy podél Vltavy, dále kolem řeky Berounky přes Karlštejn a Beroun na hrad Točník a Krakovec – místo Husova posledního delšího pobytu. Cesta dále pokračuje severním Plzeňskem a Tachovskem až do Historického parku v Bärnau, prvním německém městě za západočeskými hranicemi.
- Pro orientaci v terénu na této části stezky lze snadno využít běžné turistické značení Klubu českých turistů a popisy na webu Husova cesta

Celkových 250 km stezky je rozděleno do 13 jednodenních etap o průměrné délce 19 km:

### Hus na Zlaté cestě (150 km)

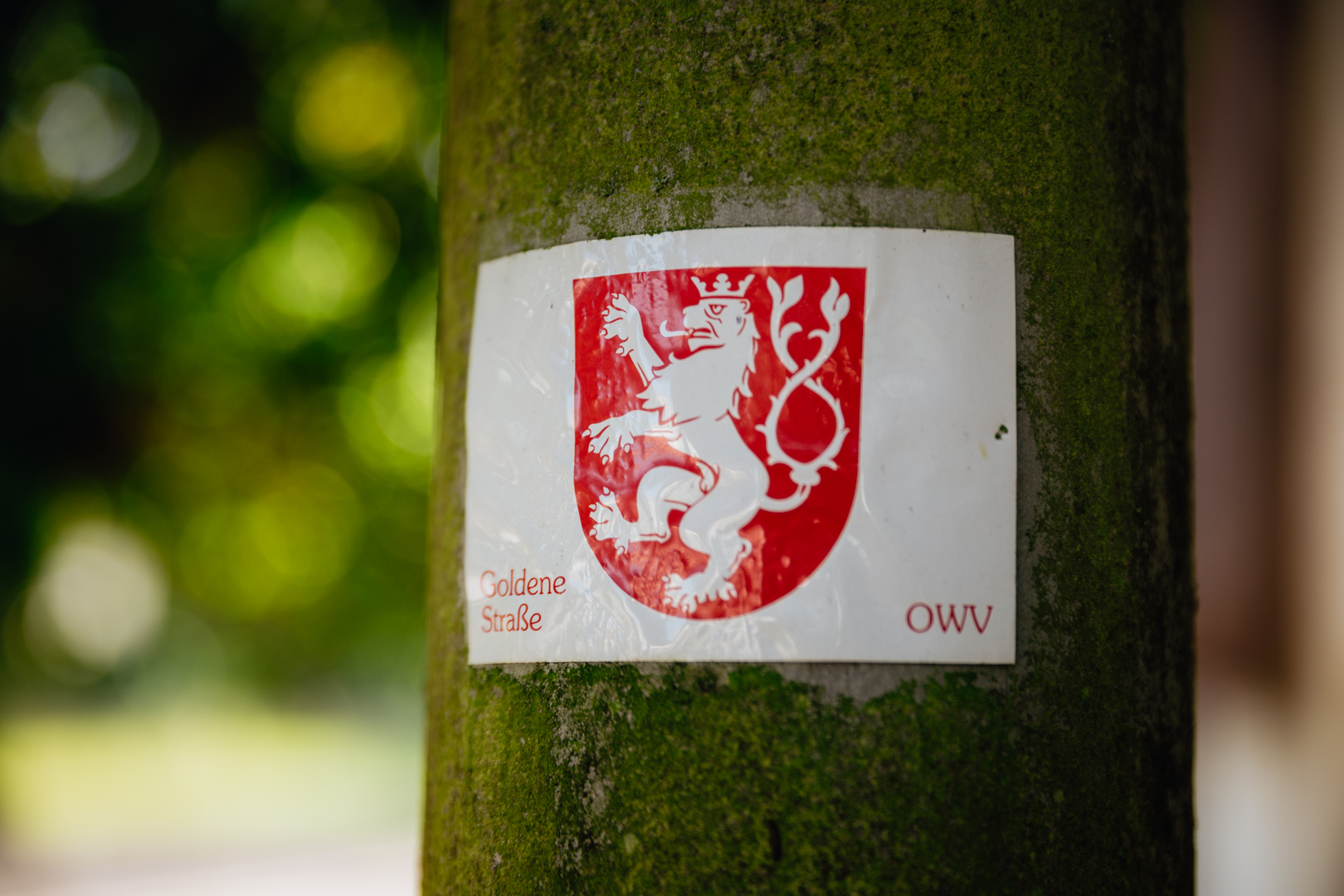
Na Zlaté cestě se lze v terénu orientovat podle symbolu tradičního českého lva.

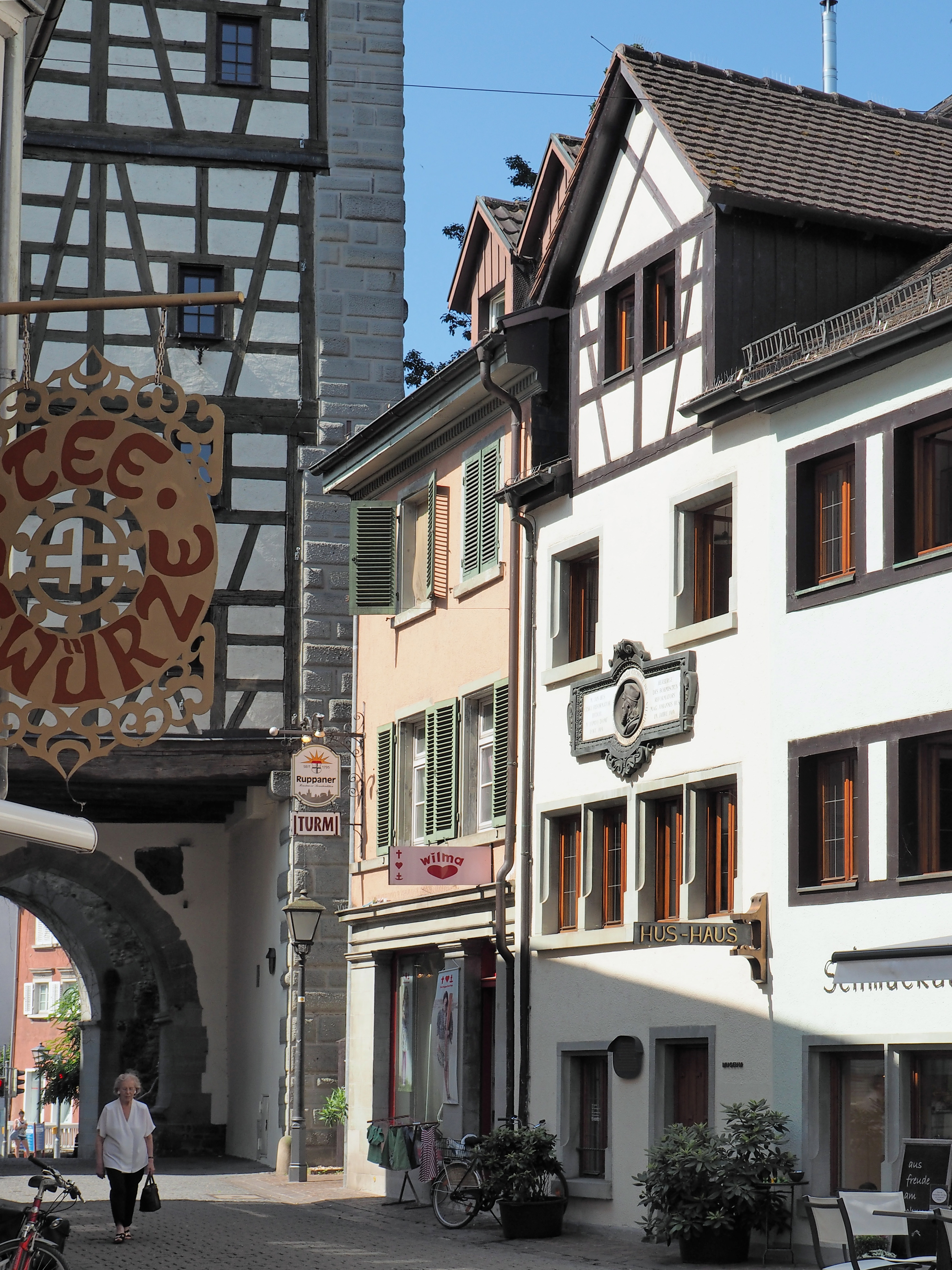
Husův dům v Kostnici je cílem celé Husovy cesty

- Druhá část prochází kompletně Bavorskem. Sleduje trasu historické zemské stezky známé pod názvem Zlatá cesta (Goldene Strasse, někdy také Norimberská cesta či Via Carolina), Na ni se Jan Hus se svým doprovodem na své cestě napříč západní částí Čech zřejmě připojil již v okolí českého města Tachov. Goldene Strasse byla ve vrcholném středověku jednou z nejvýznamnějších spojnic mezi Prahou a německými zeměmi, a proto se na této trase lze i dnes v terénu orientovat podle symbolu tradičního českého lva.
- Tato část stezky vede od přechodu česko-německé hranice v blízkosti města Bärnau přes Sulzbach až do Norimberku.
- Trasa o celkové délce zhruba 150 km je rozdělena do 7 etap. O rozvoj této části Husovy cesty se stará sdružení Goldene Strasse – Via Carolina.[2]Husův dům v Kostnici je cílem celé Husovy cesty

### Husova cesta z Norimberku do Kostnice (cca 390 km)
- Třetí, finální, část Husovy cesty vede z Norimberku přes Ulm až do Kostnice ležící na německo-švýcarské hranici. V celé své délce kopíruje německý úsek Svatojakubské cesty – nejznámější evropské poutní stezky (více viz web německých Svatojakubských tras[3]). Právě proto je tato část značena symbolem svatojakubské mušle
- Tuto část je možné rozdělit do 20 jednodenních etap o průměrné délce 20 km.